# Saturejka zahradní
Saturejka zahradní (Satureja hortensis) je jednoletá bylina původem ze Středomoří a z jihozápadní Asie.

## Popis
Její lodyha je zelená nebo fialová, dřevnatějící na bázi a větvená. Listy tmavozelené, malé a úzké. Dosahuje výšky asi 30 cm. Světle fialové květy jsou ve tvaru klasu. Kvete od července až do prvních mrazíků.

## Využití
Pěstuje se běžně i na zahradě, používá se jako koření při výrobě uzenin, do hrachové polévky i k jiným luštěninám.
Jedná se také o léčivou bylinu. Používá se jako slabé kardiotonikum, při trávicích potížích, zevně jako podpora hojení ran.

## Galerie

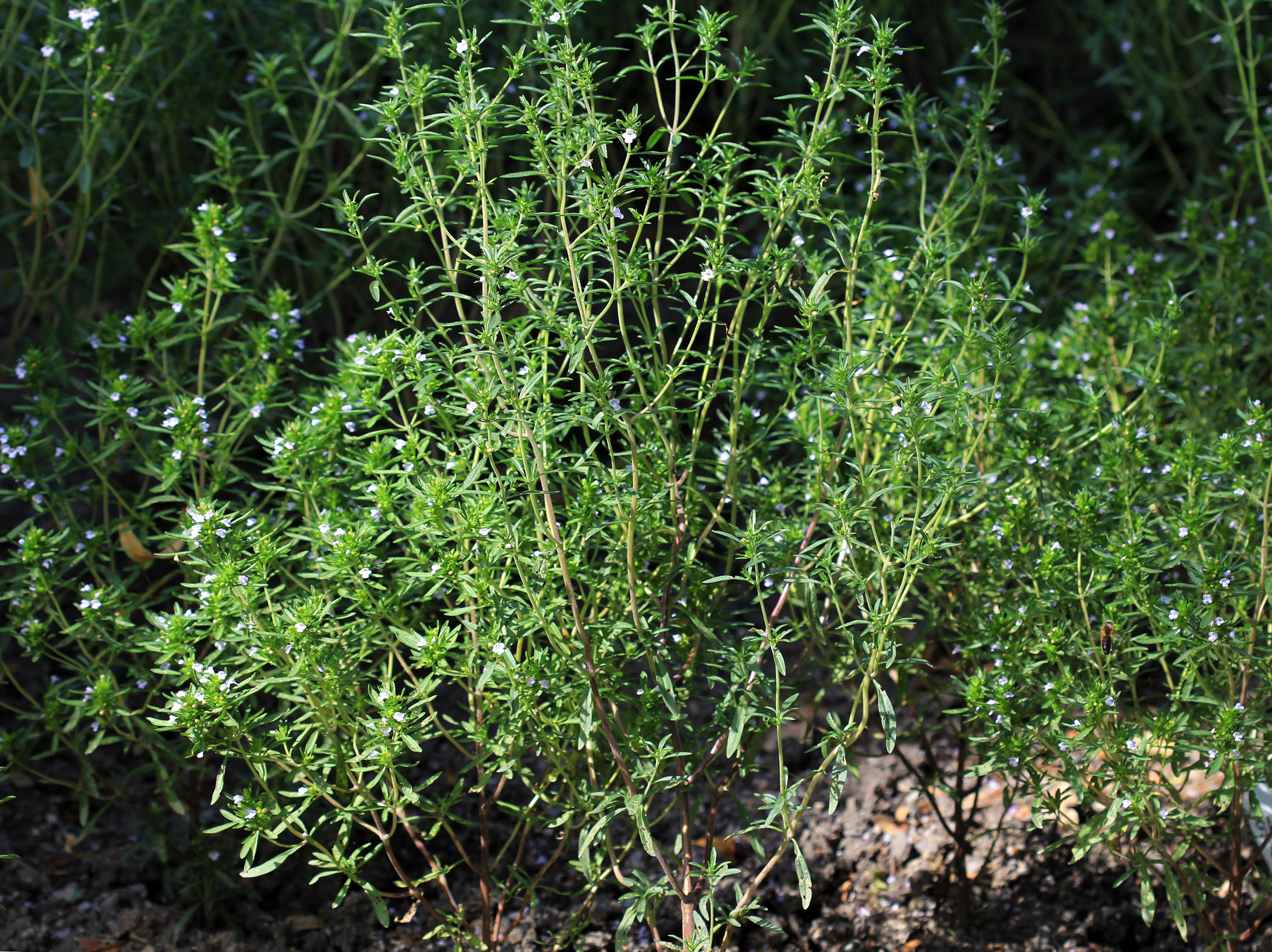
Kvetoucí rostliny
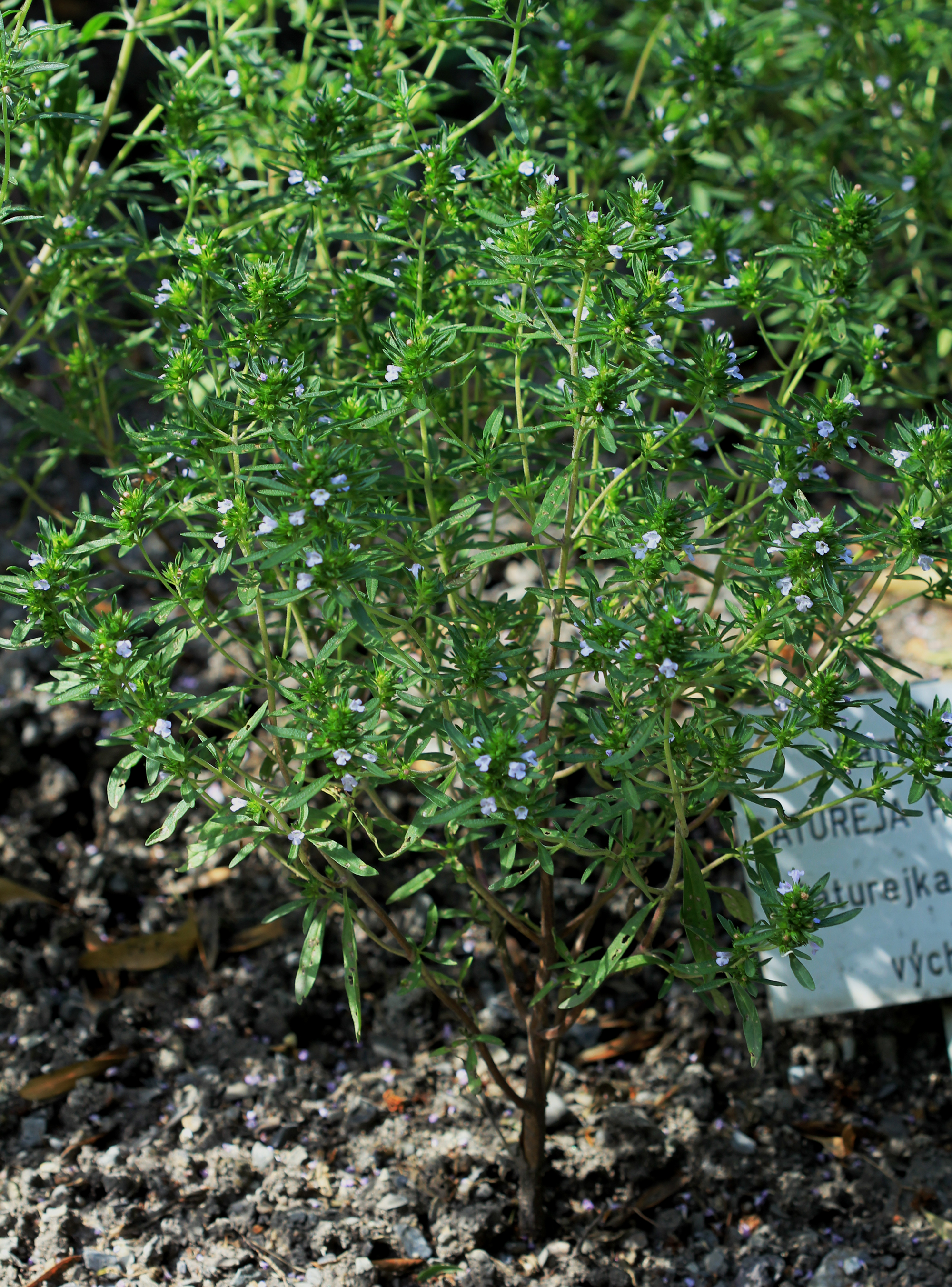
Kvetoucí rostliny
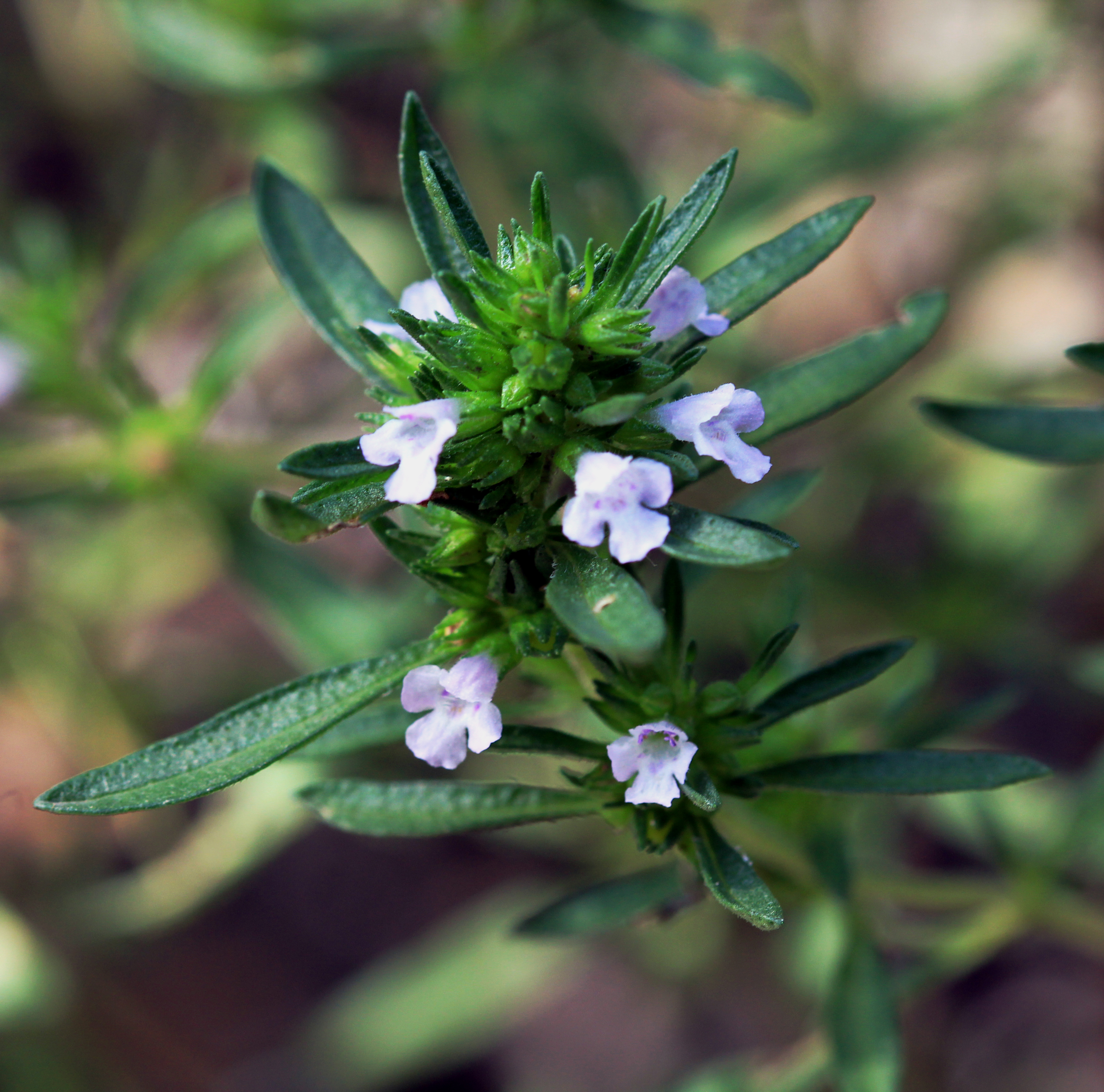
Květenství
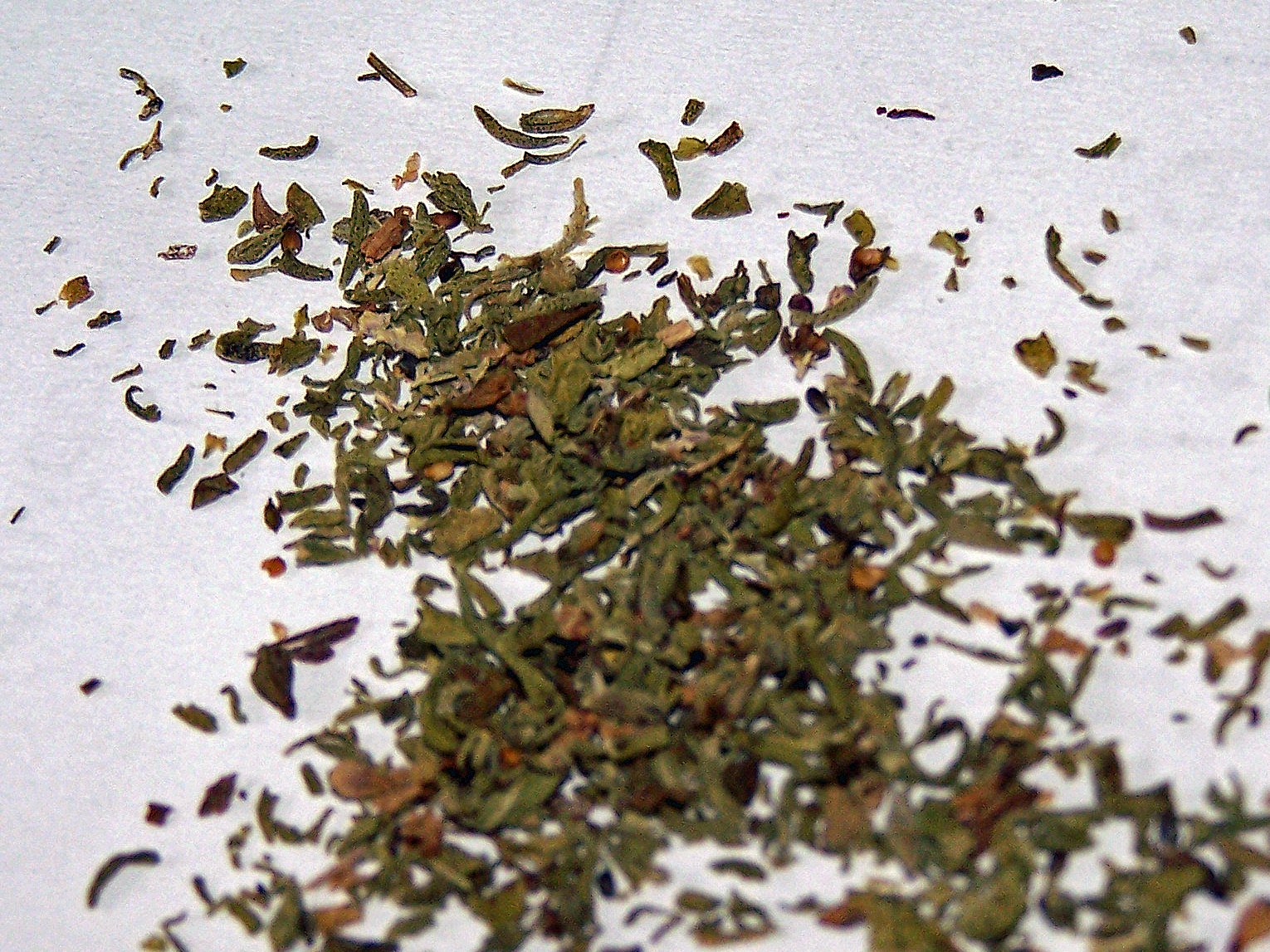
Sušené listy